# 홀로그램 우주
홀로그램 우주(Holographic space)란 미국 태생의 영국인 물리학자인 데이비드 봄이 처음 주장한 가설로, 우주와 경험적 현상 세계는 전체의 일부분일 뿐이며, 우리가 보는 부분의 모습은 홀로그램의 간섭 무늬처럼 질서가 결여된 모습이고, 실제 의미를 가진 전체는 더 깊고 본질적인 차원의 현실에 존재한다는 이론이다. 레너드 서스킨드를 비롯한 일부 끈이론학자들은 홀로그래피 원리를 주장하기도 했다.

## 가설의 탄생

### 데이비드 봄의 기존 양자역학에 대한 불만
홀로그램 우주 가설은 미국 태생의 물리학자인 데이비드 봄이 처음으로 주장한 가설인데, 그 자체는 양자역학에 대한 의문점에서 출발했다. 그는 EPR 역설에서 양자역학의 측정 결과를 빛의 속도보다 빨라야만 측정할 수 있다고 알베르트 아인슈타인이 의문을 제기한 것에 대해서, 그것이 전자가 상호연결되어있기 때문에 가능한 것이라고 주장했다. 봄은 버클리 방사선연구소에서의 실험을 통해 플라스마 속에 전자들이 들어왔을 때 전자들이 개별로 활동하는 것이 아니라 서로 연결되어 있는 전체의 일부처럼 조직적인 활동을 한다는 것을 알아냈고, 이것을 플라스몬이라고 명명했다.

### 데이비드 봄의 양자장과 비국소성
봄은 전자와 같은 입자가 관찰자가 없으면 파동으로 존재한다는 의견에 반대하여 관찰자들이 없어도 실제로 존재한다는 입장에서 자신의 이론을 펼쳤다. 그는 중력장처럼 공간 속에 편재해 있는 양자장이 있다는 이론을 내세웠으며, 이 양자장의 힘은 중력장이나 전자기장과는 달리 거리가 멀어져도 약해지지 않으며 어느 곳에서나 똑같은 힘으로 작용한다는 해석을 발표했다. 이것은 우주의 전체성이라는 중요한 개념을 시사하는데, 플라스마 안의 전자들이 전체의 일부처럼 활동하는 것이 바로 양자장이 주장하는 전체성의 개념이다. 우리가 보는 것들은 전체의 일부로, 우리가 생각하는 것과는 달리 조직화된 행동을 한다는 것이 그것이다. 이 양자장이 작용하는 차원에서는 모든 것이 하나로 연결되어 있고, 전체의 일부로서, 위치가 더 이상 존재하지 않으며, 공간 속의 모든 지점들은 동일하다. 이러한 성질을 비국소성(non-locality)이라고 부른다. 이 이론으로 봄은 EPR 역설의 아인슈타인의 의문 제기를 두 입자가 서로 연결되어 있는 전체의 일부이기 때문이라고 해명한다.

### 데이비드 봄의 홀로그램 우주
미국 시민권을 박탈당한 뒤, 영국으로 망명한 봄은 BBC의 한 TV 프로그램에서 특수하게 고안된 장치를 보고, 자신의 생각을 더욱 발전시키는 계기를 갖게 된다. 문제의 장치는 원통 모양으로 되어 있었는데, 그 안에는 커다란 회전 실린더가 들어 있었고, 통과 실린더 사이의 공간에는 글리세린이, 그 글리세린 속에는 잉크 한 방울이 떠 있었다. 회전 실린더를 돌리면 한 방울의 잉크가 글리세린 속으로 퍼지는데, 실린더를 반대 방향으로 돌리면 그 퍼진 잉크가 다시 한 방울이 되었다. 이것을 보고 봄은 홀로그래피가 우주의 현상을 설명해내는데 큰 기여를 한다는 것을 깨닫는다. 마치 퍼진 잉크방울처럼 홀로그램 필름에 기록된 간섭무늬는 알아볼 수 없는, 무질서한 모습이지만, 실린더를 반대 방향으로 돌리면 퍼진 잉크방울이 다시 한 방울이 되는 것처럼 홀로그램의 이미지가 제대로 보일 때에는 그것의 질서가 갖춰진 것이다. 이처럼 우리가 일상적으로 경험하는 현실 세계는 홀로그램의 간섭무늬처럼 무질서한 환영이고, 더 깊은 차원에 모든 사물과 물리적 세계의 모습을 만들어내는 본질적인 차원의 현실이 존재한다는 것이 데이비드 봄의 홀로그램 우주이다. 하지만 봄은 매순간 살아 숨쉬는 역동적인 우주의 성질을 홀로그램이라는 정지된 이미지를 나타내는 단어가 제대로 나타낼 수 없다고 보고, 우주를 홀로그램보다는 홀로무브먼트(holomovement)로 묘사하기를 더 좋아한다고 한다. 이 홀로무브먼트는 양자역학의 전통적인 해석 (코펜하겐 해석)에 불만인 봄이 만든 여러 신조어 중의 하나이다.